# Philippe Buchet
Philippe Buchet (ur. 7 maja 1962 w Juniville) – francuski rysownik, twórca komiksów
Zadebiutował w 1994 komiksem Nomad, współtworzonym z Jean-Davidem Morvanem i Sylvainem Savoią. Opuścił ten projekt po dwóch albumach. Jest współautorem fantastycznonaukowej serii Armada. Za pracę przy Armadzie otrzymał w 1998 nagrodę na festiwalu komiksowym Solliès.